# Harriett Abrams
Harriett Abrams (c. 1758-Torquay, 8 de marzo de 1821) fue una soprano y compositora británica. Especialmente elogiada por sus interpretaciones del repertorio de George Friedrich Handel, disfrutó de una exitosa carrera de conciertos en Londres durante la década de 1780. El historiador musical Charles Burney alabó la dulzura de su voz y sus elegantes interpretaciones musicales.

## Biografía

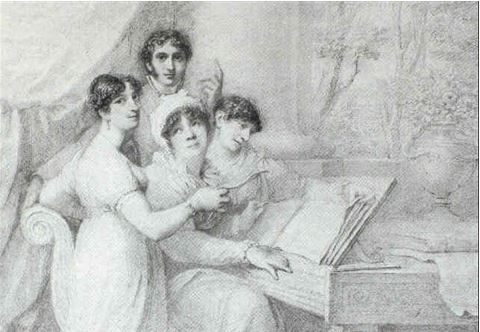
John Braham con Harriet Abrams y sus dos hijas, Harriet y Theodosia Abrams por Richard Cosway

Nació en una gran familia musical de ascendencia judía. Su hermana menor Theodosia Abrams Fisher (fallecida en Torquay el 4 de noviembre de 1849) fue una contralto profesional y su hermana menor Eliza Abrams (fallecida en Torquay el 21 de agosto de 1831) también era concertista de piano y soprano. Otros parientes de la familia incluyeron a G. Abrams, que cantó en el Teatro Drury Lane con Harriett durante dos temporadas y cantó en conciertos a principios de la década de 1780; Jane Abrams, quien cantó por primera vez en un concierto benéfico organizado por Harriet en 1782; William Abrams, que tocaba el violín; y Charles Abrams, que tocaba el violonchelo. La violinista Flora Abrams también pudo haber sido un pariente, pero la conexión es incierta.
Abrams estudió canto, teoría musical y composición con el compositor Thomas Arne antes de debutar profesionalmente en la ópera como la pequeña gitana en May-Day, or The Little Gipsy el 28 de octubre de 1775 en el Teatro Drury Lane en Londres. La ópera fue escrita específicamente para ella por el libretista David Garrick y Arne, que compuso la música. Aunque poseía una buena voz, Abrams tenía poca personalidad escénica y pasó la mayor parte de su carrera como concertista.
Después de cinco años actuando en Drury Lane, Abrams se convirtió en una cantante principal en los conciertos de moda de Londres y en los festivales provinciales, apareciendo regularmente desde 1780 hasta 1790. En particular, cantó anualmente en la Conmemoración de Händel en la Abadía de Westminster en 1784 y anualmente en los festivales de Händel entre 1784 y 1787. También cantó en la inauguración de los Conciertos de Música Antigua en 1776 y regresó allí con frecuencia hasta 1790. Abrams también apareció en varias series de conciertos organizadas por John Ashley, Venanzio Rauzzini y Johann Peter Salomon y a menudo actuó en conciertos y recitales con su hermana Theodosia. The Public Advertiser, mientras elogiaba el trabajo de Harriett como solista, comentó en 1783 que el «Forte de las hermanas ... vive manifiestamente en los dúos». Durante la década de 1790, las actuaciones públicas se volvieron poco frecuentes y apareció principalmente en conciertos privados con sus dos hermanas. Sin embargo, dio conciertos benéficos anuales abiertos al público en 1792, 1794 y 1795, acompañada por Joseph Haydn al piano
Abrams compuso varias canciones, dos de las cuales, "The Orphan's Prayer" y "Crazy Jane", se hicieron muy populares. Publicó dos conjuntos de canzonetas italianas e inglesas, una colección de canciones y glees escoceses armonizados para dos y tres voces, y más de una docena de canciones, principalmente baladas sentimentales. Una colección de canciones publicadas en 1803 fue dedicada a la reina Carlota.